# Temperatura equivalente
La Temperatura Equivalente es un índice de sensación térmica que se define como la temperatura seca de un recinto (cerrado) imaginario, con movimiento de aire en reposo (0,00 m/s), en el cual una persona, experimentaría el mismo intercambio térmico por radiación y convección, que en el recinto real (en el que se encuentra).
| Símbolo                  | Nombre                     |
| ------------------------ | -------------------------- |
| {\displaystyle T_{eq}}   | Temperatura equivalente    |
| {\displaystyle T_{seca}} | Temperatura seca           |
| {\displaystyle T_{mr}}   | Temperatura radiante media |

Sin embargo, para una evaluación más correcta de la sensación térmica hay que tener en cuenta también otras variables (velocidad del aire, índice de indumento, actividad): ver Temperatura resultante y Temperatura Efectiva.

## En termodinámica
En termodinámica del aire húmedo tiene también el significado de la temperatura del aire cuando se le extrae adiabaticamente todo el vapor de agua. Es una medida por tanto del calor latente según: 
{\displaystyle T_{e}\approx T+{\frac {L_{v}}{c_{pd}}}r}
{\displaystyle \,L_{v}} : Calor latente de evaporación (2400 kJ/kg {at 25C} to 2600 kJ/kg {at -40C})
{\displaystyle \,c_{pd}} : calor específico del aire a presión constante ({\displaystyle \approx } 1004 J/(kg·K)) 
Ambos coeficientes se calculan con tablas.
- Datos: Q256135